# Shirley Mason

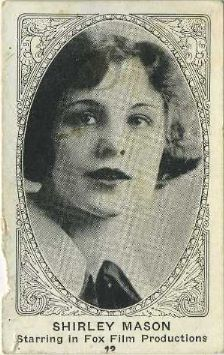
Shirley Mason (1922)

Shirley Mason (* 6. Juni 1900 in Brooklyn, New York; † 27. Juli 1979 in Los Angeles, Kalifornien, geborene Leonie Flugrath) war eine amerikanische Stummfilmschauspielerin.

## Leben
Sie war die jüngste von drei Schwestern, ihre älteren Schwestern Edna Flugrath und Virginia Flugrath (unter dem Namen Viola Dana) arbeiteten ebenfalls als Schauspielerinnen. Mason debütierte 1911 mit 11 Jahren in At the threshold of life. Ihr zweiter Film war 1915 Vanity Fair von Charles Brabin. 1917 hatte sie ihre erste Titelrolle in The awakening of Ruth von Edward H. Griffith.
Shirley Mason war zweimal verheiratet, zunächst bis zu seinem Tod 1923 mit Bernard J. Durning, danach von 1927 bis 1972 mit dem Regisseur Sidney Lanfield.
1979 starb Shirley Mason an den Folgen von Krebs im Alter von 79 Jahren in Los Angeles. Ihre Grabstätte findet sich im Westwood Village Memorial Park Cemetery in Los Angeles.

## Filmografie (Auswahl)
- 1910: A Christmas Carol (Kurzfilm)
- 1911: April Fool (Kurzfilm)
- 1911: Betty’s Buttons (Kurzfilm)
- 1911: For the Queen (Kurzfilm)
- 1911: At the Threshold of Life (Kurzfilm)
- 1911: Uncle Hiram’s List (Kurzfilm)
- 1912: Children Who Labor (Kurzfilm)
- 1912: Mary Had a Little Lamb (Kurzfilm)
- 1912: The Street Beautiful (Kurzfilm)
- 1912: The Little Girl Next Door (Kurzfilm)
- 1912: Uncle Mun and the Minister (Kurzfilm)
- 1912: A Fresh Air Romance (Kurzfilm)
- 1912: The Third Thanksgiving (Kurzfilm)
- 1913: The Musical Blacksmiths (Kurzfilm)
- 1913: A Youthful Knight (Kurzfilm)
- 1913: The Risen Soul of Jim Grant (Kurzfilm)
- 1913: Nursery Favorites (Kurzfilm)
- 1913: The Two Merchants (Kurzfilm)
- 1913: Her Royal Highness (Kurzfilm)
- 1913: The Dream Fairy (Kurzfilm)
- 1913: A Mistake in Judgment (Kurzfilm)
- 1913: The Embarrassment of Riches (Kurzfilm)
- 1914: The President’s Special (Kurzfilm)
- 1914: Andy Learns to Swim (Kurzfilm)
- 1914: Dick Potter’s Wife (Kurzfilm)
- 1915: The Portrait in the Attic (Kurzfilm)
- 1915: Shadows from the Past
- 1915: Vanity Fair
- 1915: An Unwilling Thief (Kurzfilm)
- 1915: The Little Saleslady (Kurzfilm)
- 1915: Blade o’ Grass (Kurzfilm)
- 1916: Celeste of the Ambulance Corps (Kurzfilm)
- 1916: The Littlest Magdalene (Kurzfilm)
- 1917: Envy
- 1917: Pride
- 1917: Where Love is
- 1917: Greed
- 1917: Sloth
- 1917: Passion
- 1917: Wrath
- 1917: The Seventh Sin
- 1917: The Law of the North
- 1917: The Tell-Tale Step
- 1917: The Light in Darkness
- 1917: The Little Chevalier
- 1917: The Lady of the Photograph
- 1917: The Awakening Of Ruth
- 1917: The Apple-Tree Girl
- 1917: Cy Whittaker’s Ward
- 1917: Seven Deadly Sins
- 1918: The Unwritten Code
- 1918: Come on In
- 1918: Good-Bye, Bill
- 1919: The Winning Girl (Verschollen)
- 1919: The Rescuing Angel
- 1919: The Final Close-Up
- 1919: Putting It Over
- 1919: Secret Service
- 1920: Her Elephant Man
- 1920: Treasure Island
- 1920: Molly and I
- 1920: Love’s Harvest
- 1920: The Little Wanderer
- 1920: Merely Mary Ann (Verschollen)
- 1920: The Girl of My Heart
- 1920: Flame of Youth
- 1921: Wing Toy
- 1921: The Lamplighter
- 1921: The Mother Heart
- 1921: Lovetime
- 1921: Ever Since Eve
- 1921: Queenie
- 1921: Jackie
- 1922: Little Miss Smiles (Verschollen)
- 1922: The Ragged Heiress
- 1922: Very Truly Yours
- 1922: Lights of the Desert
- 1922: The New Teacher
- 1922: Youth Must Have Love
- 1922: Shirley of the Circus
- 1922: Pawn Ticket 210
- 1923: Lovebound
- 1923: The Eleventh Hour
- 1923: South Sea Love
- 1924: Love Letters
- 1924: That French Lady
- 1924: Great Diamond Mystery
- 1924: My Husband’s Wives
- 1924: Curlytop
- 1924: Star Dust Trail
- 1925: The Scarlet Honeymoon
- 1925: Er soll dein Herr sein... (The Talker)
- 1925: Scandal Proof
- 1925: What Fools Men
- 1925: Lord Jim
- 1926: Der Schrecken der Steinwüste (Desert Gold)
- 1926: Don Juan’s 3 Nights
- 1926: Sweet Rosie O’Grady
- 1926: Sin Cargo
- 1927: Rose of the Tenements
- 1927: The Wreck
- 1927: Let It Rain (Verschollen)
- 1927: Rich Men’s Sons
- 1927: Stranded
- 1927: Sally in Our Alley
- 1928: The Wife’s Relations
- 1928: So This Is Love
- 1928: Vultures of the Sea (Verschollen)
- 1928: Runaway Girls
- 1929: Anne Against the World
- 1929: The Flying Marine
- 1929: The Show of Shows
- 1929: Dark Skies
- 1956: Lux Video Theatre (Fernsehserie, 1 Folge)